# Phragmanthera austroarabica
Phragmanthera austroarabica är en tvåhjärtbladig växtart som beskrevs av A.G. Miller & J.A. Nyberg. Phragmanthera austroarabica ingår i släktet Phragmanthera och familjen Loranthaceae. Inga underarter finns listade i Catalogue of Life.